# Анна Татішвілі
Анна Татішвілі (груз. ანა ტატიშვილი, нар. 3 лютого 1990) — грузинсько-американська професійна тенісистка.

## Фінали турнірів WTA

### Парний розряд: 3 (1 титул, 2 поразки)
| Перемога — Легенда (до/після 2010)           |
| -------------------------------------------- |
| Турніри Великого шолома (0–0)                |
| Турніри WTA Tour (0–0)                       |
| Tier I / Premier Mandatory & Premier 5 (0–0) |
| Tier II / Premier (0–0)                      |
| Tier III, IV & V / International (1–2)       |

| Результат | Ранг | Дата            | Турнір                                    | Покриття   | Партнер         | Опонент in Final                          | Рахунок in Final |
| --------- | ---- | --------------- | ----------------------------------------- | ---------- | --------------- | ----------------------------------------- | ---------------- |
| Поразка   | 1.   | 18 вересня 2011 | Tournoi de Québec, Quebec City, Канада    | Тверде     | Джеймі Гемптон  | Ракель Копс-Джонс Абігейл Спірс           | 0–6, 6–3, [6–10] |
| Поразка   | 2.   | 14 липня 2013   | Hungarian Ladies Open, Budapest, Угорщина | Ґрунт      | Ніна Братчикова | Андреа Сестіні Главачкова Луціє Градецька | 4–6, 1–6         |
| Перемога  | 1.   | 12 жовтня 2014  | Generali Ladies Linz, Linz, Австрія       | Тверде (i) | Ралука Олару    | Анніка Бек Каролін Гарсія                 | 6-2, 6-1         |

## Фінали ITF

### Одиночний розряд: 17 (11–6)
| Турніри $100,000 |
| Турніри $75,000  |
| Турніри $50,000  |
| Турніри $25,000  |
| Турніри $10,000  |

| Результат | Ранг | Дата             | Турнір                            | Покриття | Опонент                       | Рахунок          |
| --------- | ---- | ---------------- | --------------------------------- | -------- | ----------------------------- | ---------------- |
| Перемога  | 1.   | червня 9, 2008   | Ель-Пасо (США), США               | Тверде   | Лорен Албанезе                | 6–4, 6–3         |
| Перемога  | 2.   | червня 30, 2008  | Бостон, США                       | Тверде   | Чжань Цзіньвей                | 2–6, 6–1, 6–3    |
| Перемога  | 3.   | вересня 29, 2008 | Трой (Алабама), США               | Тверде   | Georgie Gent                  | 7–6(4), 6–4      |
| Перемога  | 4.   | червня 22, 2009  | Kristinehamn, Швеція              | Ґрунт    | Река-Луца Яні                 | 6–1, 7–5         |
| Перемога  | 5.   | травня 24, 2010  | Градо, Італія                     | Ґрунт    | Ana Jovanović                 | 6–7(3), 6–3, 6–4 |
| Перемога  | 6.   | липня 3, 2011    | Кунео, Італія                     | Ґрунт    | Аранча Рус                    | 6–4, 6–3         |
| Runner–up | 7.   | вересня 25, 2011 | Альбукерке, США                   | Тверде   | Куликова Регіна Олександрівна | 5–7, 3–6         |
| Runner–up | 8.   | липня 8, 2012    | Б'єлла, Італія                    | Ґрунт    | Юганна Ларссон                | 3–6, 4–6         |
| Runner–up | 9.   | 16 вересня 2013  | Альбукерке, США                   | Тверде   | Шелбі Роджерс                 | 2–6, 3–6         |
| Перемога  | 10.  | 13 жовтня 2013   | Мейкон (Джорджія), США            | Тверде   | Айла Томлянович               | 6–2, 1–6, 7–5    |
| Runner–up | 11.  | 20 жовтня 2013   | Рок-Гілл (Південна Кароліна), США | Тверде   | Mariana Duque-Marino          | 3–6, 4–6         |
| Перемога  | 12.  | 27 жовтня 2013   | Флоренс (Алабама), США            | Тверде   | Медісон Бренгл                | 6–2 4–6 6–4      |
| Перемога  | 13.  | 4 листопада 2013 | Нью-Браунфелс (Техас), США        | Тверде   | Еліца Костова                 | 6–4 6–4          |
| Перемога  | 14.  | 26 січня 2014    | Дейтона-Біч, США                  | Ґрунт    | Аллі Кік                      | 6–1, 6–3         |
| Перемога  | 15.  | 21 вересня 2014  | Альбукерке, США                   | Тверде   | Ірина Фалконі                 | 6–2, 6–4         |
| Runner–up | 16.  | 1 листопада 2015 | Macon, США                        | Тверде   | Ребекка Петерсон              | 3–6, 6–4, 1–6    |
| Runner–up | 17.  | 31 січня 2016    | Санрайз (Флорида), США            | Ґрунт    | Унс Джабір                    | 6–3, 2–6, 1–6    |

### Парний розряд: 17 (8–9)
| Турніри $100,000 |
| Турніри $75,000  |
| Турніри $50,000  |
| Турніри $25,000  |
| Турніри $10,000  |

| Результат | Ранг | Дата              | Турнір                            | Покриття   | Партнер            | Опоненти                               | Рахунок              |
| --------- | ---- | ----------------- | --------------------------------- | ---------- | ------------------ | -------------------------------------- | -------------------- |
| Runner–up | 1.   | квітня 28, 2008   | Шарлотсвілл, США                  | Ґрунт      | Kimberly Couts     | Ракель Копс-Джонс Абігейл Спірс        | 1–6, 3–6             |
| Перемога  | 2.   | травня 12, 2008   | Ралі (Північна Кароліна), США     | Ґрунт      | Kimberly Couts     | Stefania Boffa Ніколь Роттманн         | 6–3, 6–4             |
| Runner–up | 3.   | травня 26, 2008   | Карсон (Каліфорнія), США          | Ґрунт      | Kimberly Couts     | Романа Теджакусума Story Tweedie-Yates | 6–7(10), 6–4, [7–10] |
| Runner–up | 4.   | квітня 27, 2009   | Кань-сюр-Мер, Франція             | Ґрунт      | Еріка Краут        | Жюлі Куен Марі-Ев Пеллетьє             | 4–6, 3–6             |
| Runner–up | 5.   | травня 25, 2009   | Градо, Італія                     | Ґрунт      | Хорхеліна Краверо  | Аніко Капрош Сандра Клеменшиц          | 3–6, 0–6             |
| Перемога  | 6.   | жовтня 12, 2009   | Канзас-Сіті (Міссурі), США        | Тверде     | Лілія Остерло      | Джулія Босеруп Лора Гренвілл           | 6–0, 6–3             |
| Перемога  | 7.   | листопада 2, 2009 | Рок-Гілл (Південна Кароліна), США | Тверде     | Шерон Фічмен       | Лорен Албанезе Джеймі Гемптон          | 7–6(5), 4–6, [10–3]  |
| Runner–up | 8.   | листопада 9, 2009 | Фінікс, США                       | Тверде     | Марі-Ев Пеллетьє   | Sharon Fichman Машона Вашінгтон        | 6–4, 4–6, [8–10]     |
| Runner–up | 9.   | лютого 8, 2010    | Midland, США                      | Тверде     | Lilia Osterloh     | Лора Гренвілл Луціє Градецька          | 6–7(3), 6–3, [10–12] |
| Перемога  | 10.  | лютого 13, 2011   | Midland, США                      | Тверде     | Jamie Hampton      | Ірина Фалконі Алісон Ріск              | Walkover             |
| Перемога  | 11.  | 1 липня 2013      | Ферсмольд, Німеччина              | Ґрунт      | Сопія Шапатава     | Клер Феерстен Рената Ворачова          | 6–4, 6–4             |
| Перемога  | 12.  | 4 листопада 2013  | Нью-Браунфелс (Техас), США        | Тверде     | Коко Вандевей      | Ейжа Мугаммад Taylor Townsend          | 3–6 6–3 13–11        |
| Перемога  | 13.  | 16 лютого 2014    | Midland, США                      | Тверде (i) | Гезер Вотсон       | Sharon Fichman Марія Санчес            | 7–5, 5–7, [10–6]     |
| Runner–up | 14.  | 26 жовтня 2014    | Macon, США                        | Тверде     | Ешлі Вейнголд      | Медісон Бренгл Алекса Ґлетч            | 0-6 5-7              |
| Перемога  | 15.  | 9 листопада 2014  | Captiva Island, США               | Тверде     | Габріела Дабровскі | Asia Muhammad Maria Sanchez            | 6–3, 6–3             |
| Runner–up | 15.  | 14 серпня 2015    | Vancouver, Канада                 | Тверде     | Ралука Олару       | Джоанна Конта Maria Sanchez            | 6–7(5–7), 4–6        |
| Runner–up | 16.  | 21 вересня 2015   | Альбукерке, США                   | Тверде     | Таміра Пашек       | Паула Крістіна Гонсалвеш Саназ Маранд  | 6–4, 2–6, [3–10]     |

## Виступи у турнірах Великого шолома

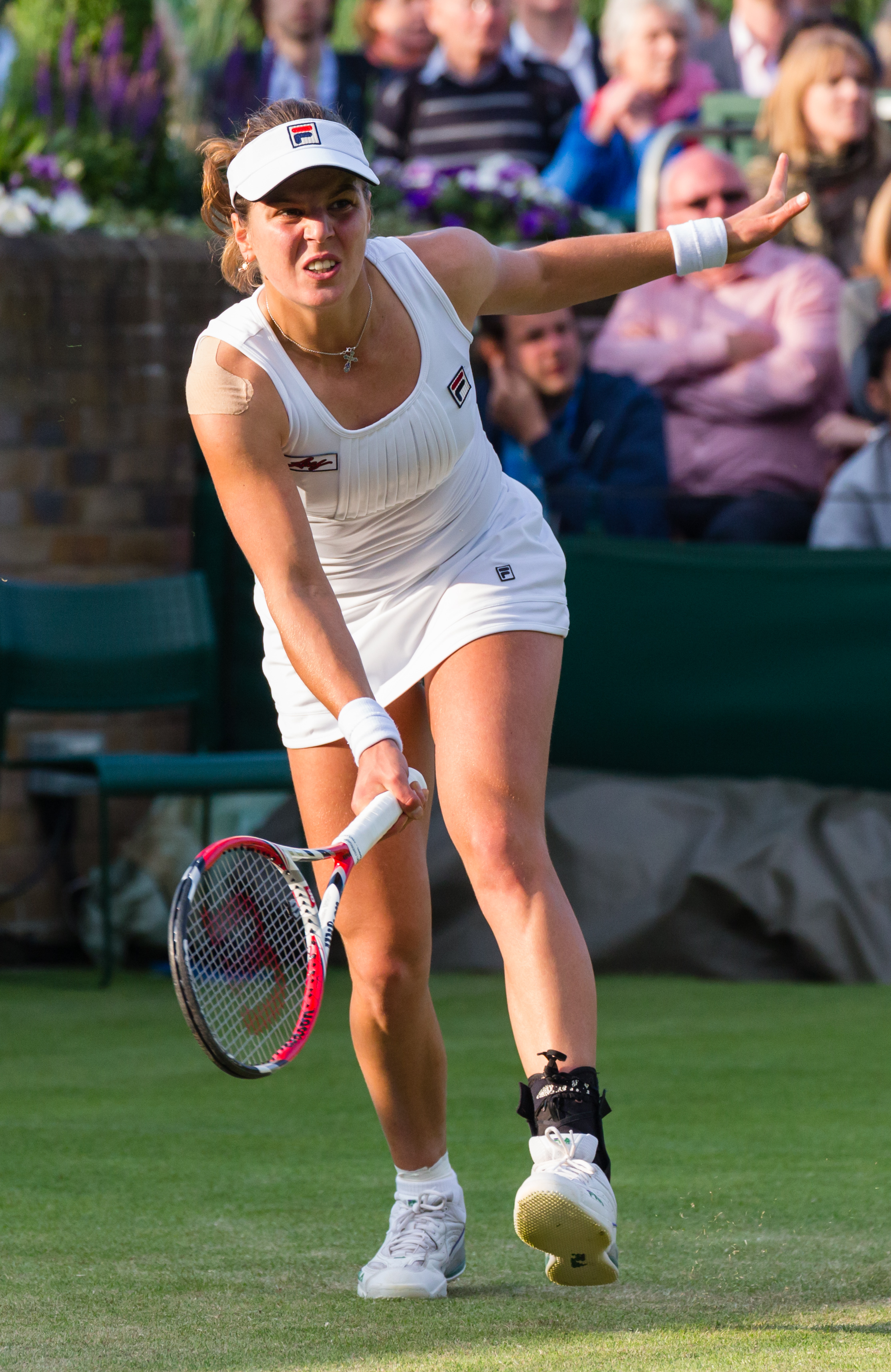
На Вімблдонському турнірі 2013.

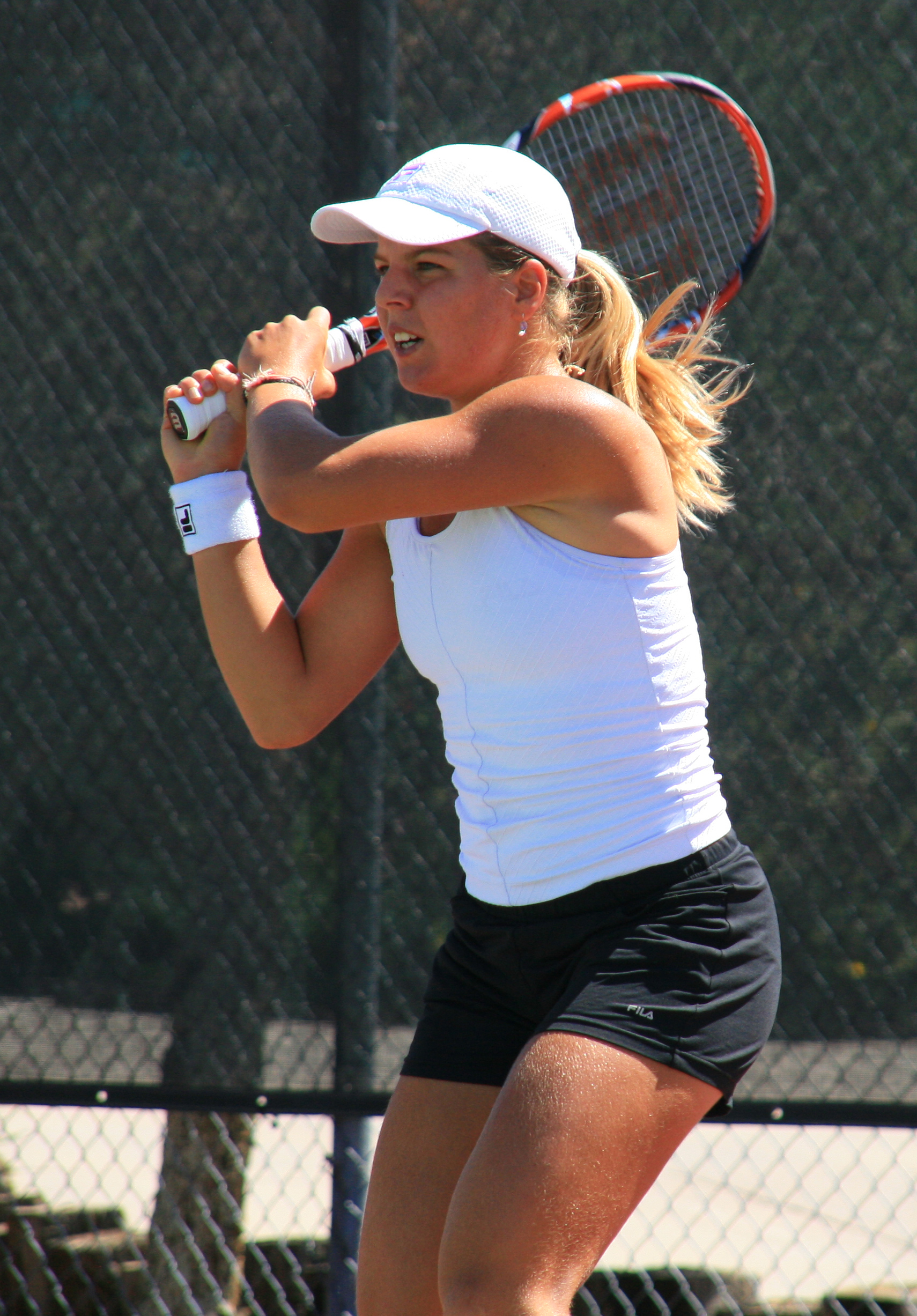
На Coleman Vision Tennis Championships 2008 в Альбукерке.

### Одиночний розряд
| Турніри Великого Шлему                 |     |     |     |     |     |     |     |     |     |     |     |      |
| Відкритий чемпіонат Австралії з тенісу | A   | A   | Q1  | Q1  | Q2  | 2р  | 1р  | 1р  | 2р  | 1р  | 1р  | 2–6  |
| Відкритий чемпіонат Франції з тенісу   | A   | A   | Q2  | Q2  | 1р  | 1р  | 1р  | 1р  | Q2  | Q1  |     | 0–4  |
| Вімблдонський турнір                   | A   | A   | Q1  | Q1  | 2р  | 2р  | 1р  | 1р  | Q3  | 1р  |     | 2–5  |
| Відкритий чемпіонат США з тенісу       | Q1  | Q1  | Q3  | Q3  | 1р  | 4R  | 1р  | Q1  | 2р  | A   |     | 4–4  |
| Перемоги-Поразки                       | 0–0 | 0–0 | 0–0 | 0–0 | 1–3 | 5–4 | 0–4 | 0–3 | 2–2 | 0–2 | 0–1 | 8–19 |

### Парний розряд
| Турніри Великого Шлему                 |     |     |     |     |     |     |     |  |     |
| Відкритий чемпіонат Австралії з тенісу |     |     |     |     |     | 1р  | 1р  |  | 0–2 |
| Відкритий чемпіонат Франції з тенісу   |     |     |     |     |     | 1р  | 2р  |  | 1–2 |
| Вімблдонський турнір                   |     |     |     |     |     | 1р  | 1р  |  | 0–2 |
| Відкритий чемпіонат США з тенісу       |     |     |     |     | 3р  | 1р  |     |  | 2–2 |
| Перемоги-Поразки                       | 0–0 | 0–0 | 0–0 | 0–0 | 2–1 | 0–4 | 1–3 |  | 3–8 |